# Karyés (ort i Grekland, Epirus)
Karyés (Karyes) är en ort i Grekland.   Den ligger i prefekturen Nomós Ioannínon och regionen Epirus, i den nordvästra delen av landet, 300 km nordväst om huvudstaden Aten. Karyés ligger 682 meter över havet och antalet invånare är 119.
Terrängen runt Karyés är kuperad åt nordost, men åt sydväst är den bergig. Runt Karyés är det ganska tätbefolkat, med 60 invånare per kvadratkilometer. Närmaste större samhälle är Ioánnina, 10,2 km sydväst om Karyés. Trakten runt Karyés består till största delen av jordbruksmark.